# Розенберг, Борис Семёнович
Борис Семёнович Розенберг (укр. Борис Семенович Розенберг; 9 июля 1962, Одесса) — советский спортсмен. Шестикратный чемпион СССР по настольному теннису.

## Карьера игрока
В 1980-х годах Розенберг был успешным советским игроком в настольный теннис в парном разряде — он завоевал четыре золотые медали на чемпионатах СССР. В 1984 году Борис выиграл чемпионат СССР в парном разряде с Валерием Шевченко, а в 1985 году защитил титул, на этот раз с Андреем Мазуновым. В 1987 году Розенберг завоевал свой единственный титул чемпиона СССР в одиночном разряде. Через год он вновь стал национальным чемпионом в парном разряде (опять с Андреем Мазуновым). Год спустя он выиграл свой четвёртый титул чемпиона СССР в парном разряде, на этот раз с Игорем Подносовым, а в 1990 году Розенберг получил свой единственный титул чемпиона СССР в смешанном разряде с Ольгой Лапошиной (она также как и Розенберг из Одессы[значимость факта?]).
На чемпионате Европы 1984 Борис Семёнович представлял СССР только в одиночном разряде. На чемпионате Европы 1986 Розенберг играл за сборную СССР в командных соревнованиях. На чемпионате Европы 1988 в составе сборной СССР спортсмен завоевал бронзовую медаль в командных соревнованиях, а в смешанном разряде (с Валентиной Поповой) он дошел до 1/4 финала. Розенберг принимал участие на летних Олимпийских играх 1988 года. В парном разряде (с Андреем Мазуновым) он завершил своё выступление в первом круге соревнований.

## Карьера тренера
Борис Розенберг имеет А-лицензию тренера по настольному теннису. Под его руководством молодёжная команда «ТТК Schwalbe Bergneustadt» стала чемпионом Германии в 2007 году. В 2013 году он тренировал молодежную команду «TTF Pannenklöpper Olper». В 2017 году Розенберг тренировал «TB-Hückeswagen».

## Спортивные достижения
- Бронзовый призёр чемпионата Европы: 1988 — в командном разряде